# Maddox (Vorname)
Maddox (andere Varianten: Madoc und Madog) ist ein männlicher Vorname, der hauptsächlich im englischen Sprachraum Verwendung findet.

## Herkunft und Bedeutung
Der Name war ursprünglich ein walisischer Familienname und bedeutet „Sohn des Madoc“. Madoc oder auch Madog ist in der walisischen Folklore ein Prinz, der dreihundert Jahre vor Christoph Kolumbus zur Neuen Welt gesegelt sein soll. Inhaltlich bedeutet der Name „glücklich“, abgeleitet vom walisischen Begriff „mad“.

## Verbreitung
In den USA erlangte der Name im vergangenen Jahrzehnt zunehmend an Beliebtheit. War er im Jahr 2003 noch an 582. Stelle der häufigsten männlichen Babynamen, so steigt er bis zum Jahr 2015 bis auf Platz 146 auf. In England und Wales steht der Name 2015 an 485. Stelle.

## Namensträger
- Maddox Jolie-Pitt (* 2001), US-amerikanischer Kinderdarsteller